# 달리는 라디오 (경인주말)
김란아의 주말 달리는 라디오는 TBN 경인교통방송(인천, 경기 FM 100.5㎒, 서해5도 FM 105.5㎒)에서 주말 저녁 6시부터 7시 53분까지 방송되는 인천 경기 지역의 퇴근길 라디오 프로그램이다.

## 코너소개

### 매일코너
- 긴급교통정보, 재난정보, 날씨 등 청취자들에게 필요한 수시정보 제공
- 청취자 문자사연 및 신청곡 제공
- 선곡 방향 : 7080 가요 및 트로트 음악